# Argentojarosite
L'argentojarosite è un minerale appartenente al gruppo dell'alunite scoperto il 19 agosto 1922 nella miniera di Tintic Standard a Dividend nello Utah, Stati Uniti d'America. Il nome del minerale è stato attribuito in relazione alla sua similitudine con la plumbojarosite.
Questo minerale, pur essendo usato per l'estrazione dell'argento, è relativamente raro.

## Morfologia
L'argentojarosite è stata scoperta sotto forma di strati spessi fino a qualche millimetro e di piccole sfere.

## Origine e giacitura
L'argentojarosite è stata trovata associata ad anglesite, barite e quarzo. Probabilmente si è originata dalla cristallizzazione del solfuro d'argento dissoltosi nel solfato ferrico.